# پیکنز (ویرجینیای غربی)
پیکنز(به انگلیسی: Pickens) شهری در ایالت ویرجینیای غربی کشور ایالات متحده آمریکا است که جمعیت آن در سرشماری سال ۲۰۱۰ میلادی، فقط ۶۶ نفر بوده‌است.